# The Rifles
The Rifles (с англ. — «Винтовки») — английская инди-рок-группа из Чингфорда, Лондон.
Их дебютный альбом No Love Lost был выпущен 17 июля 2006 года и изначально достиг № 68 в UK Albums Chart. В настоящее время группа состоит из Джоэла Стокера (вокал, гитара), Лукаса Кроутера (гитара, вокал), Роба Пайна (бас-гитара), Гранта Марша (ударные) и Дина Мамфорда (клавишные). Их следующий альбом Great Escape был выпущен 26 января 2009 года и занял 27 место в британском чарте. Их третий альбом Freedom Run был выпущен 19 сентября 2011 года и достиг 37 места в Великобритании. Четвертый альбом None The Wiser стал их самым успешным релизом в чартах, когда он достиг № 21 в 2014 году. Группа выпустила свой пятый студийный альбом Big Life 19 августа 2016 года.

## Дискография
Смотри статью «Дискография The Rifles» в англ. разделе.
- No Love Lost (2006)
- Great Escape (2009)
- Freedom Run (2011)
- None the Wiser (2014)
- Big Life (2016)
- Love Your Neighbour (2024)